# Valentine Cunningham
Pour les articles homonymes, voir Cunningham.
Valentine David Cunningham, né en 1944 est un biographe, critique littéraire et professeur de langue et de littérature anglaises à l'université d'Oxford. 

## Biographie
Il enseigne ces matières au Corpus Christi College  d'Oxford, dont il est membre émérite (Emeritus Fellow) et a été Vice-Président. Il a pour spécialité les lettres anglaises modernes et théorie littéraire. Il est l'auteur d'un certain nombre d'ouvrages, notamment une biographie de Charles Dickens parue en 2008. Il a également été membre du jury du Booker Prize en 1992 et en 1998. Il a signé de nombreuses critiques littéraires pour  plusieurs revues britanniques et américaines.
Cunningham est promu Officier de l'Ordre de l'Empire Britannique (OBE) en 2017 pour services rendus à l'érudition et à la compréhension des sciences humaines,. Il est ancien élève du Keble College d'Oxford (1963-66).